# Szumátrai szőrössün
A szumátrai szőrössün (Hylomys parvus) az emlősök (Mammalia) osztályának Eulipotyphla rendjébe, ezen belül a sünfélék (Erinaceidae) családjába és a szőrös sünök (Galericinae) alcsaládjába tartozó faj.

## Előfordulása
Indonéziához tartozó Szumátra szigetén honos.

## Megjelenése
Hasonlít az ismertebb sünre, de tüskék helyet selymes szőre van. Szőre rozsdabarna. Testhossza 105–146 milliméter, ebből a farok 12–30 milliméter.

## Életmódja
A szumátrai szőrössün többnyire magányos állat, néha kisebb csoportokba tömörül. Gerincteleneket fogyaszt, főleg rovarokat, még a földigiliszta is szerepel az étrendjén. A vadonban 2 évig él.

## Szaporodása
A 30-35 napig tartó vemhesség végén 2-3 kölyöknek ad életet.

## Természetvédelmi állapota
Az Természetvédelmi Világszövetség (IUCN) vörös listáján sebezhető fajként kategóriában szerepel.